# اونکیدا
اونکیدا (به لاتین: Unkida) یک منطقهٔ مسکونی در روسیه است که در داغستان واقع شده‌است.